# Mazetown

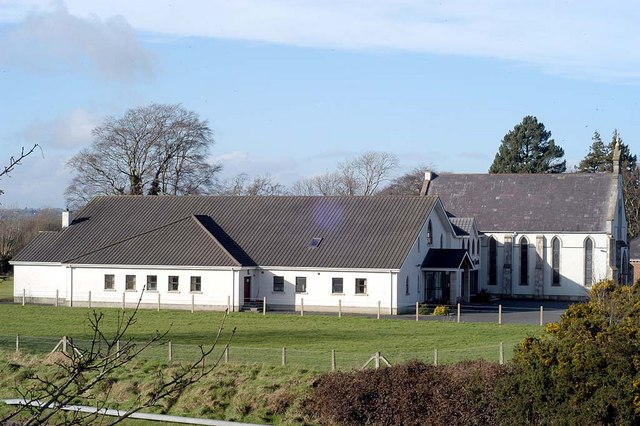
Presbyteriaanse kerk in Mazetown

Mazetown (ook wel The Maze of Maze) is een plaats in het Noord-Ierse district Lisburn.
Mazetown telt 363 inwoners.
Maze dankt zijn bekendheid aan een extra beveiligde gevangenis op een voormalige RAF-basis. Hier werd in 1981 een hongerstaking gehouden waarbij Bobby Sands om het leven kwam. De gevangenis is in 2000 gesloten.